# Kasteel van le Saulchoir
Het Kasteel van le Saulchoir (Frans: Château du Saulchoir) is een kasteel in de plaats Escanaffles, in de gemeente Celles in de Belgische provincie Henegouwen. Het kasteel is gelegen aan de Rue Becquereau 6.

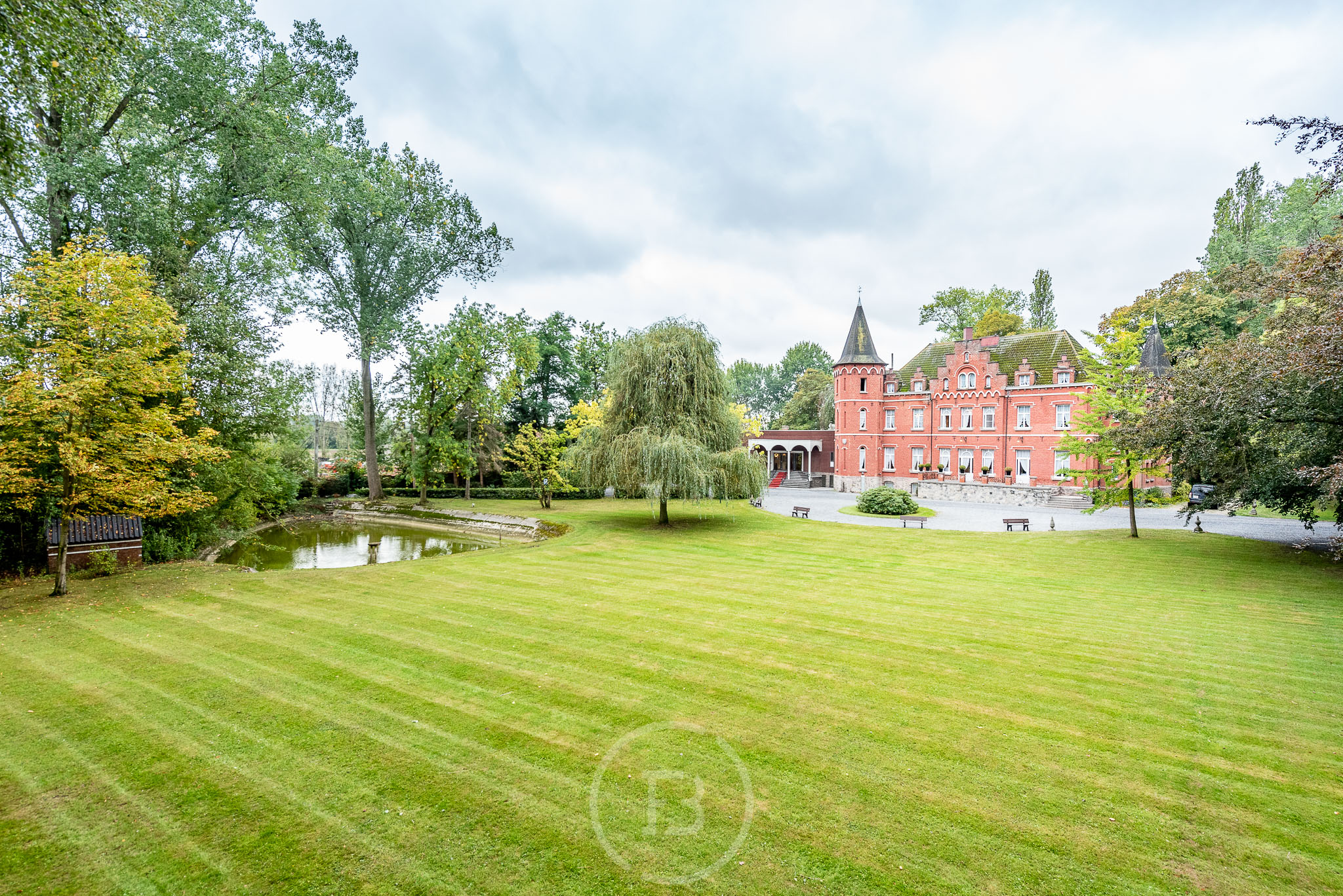
Kasteel "Le Saulchoir" met zijn bijhorende vijver en tuin.

Het kasteel werd in 1889 gebouwd in opdracht van door Raymond Van de Kerckhove. Het kasteel is gebouwd in een eclectische stijl. Als materiaal werd rode baksteen gebruikt, versierd met witte elementen. Er zijn twee zeskante hoektorens die een gebouw op zeshoekige plattegrond flankeren. Ook zijn er trapgevels en die vindt men ook bij het naastliggende bijgebouw. 
In 1894 werd het kasteel verkocht aan Alexandre Cousebant d'Alkemade, toenmalig adjudant van Koning Leopold II. Gedurende de oorlog was het domein bezet door de Duitsers die grote ravage aanrichtten. Na de dood van Cousebant d'Alkmade werd het domein toegewezen aan een van zijn dochters Pauline Cousebant d'Alkmade, die het kasteel liet restaureren. In 1928 werd het verkocht aan Armand Portois-Dopchie die het bewoonde tot 1954. Hierna werd het verkocht aan de familie Bacquard - Van den Berghe die het op zijn beurt in 1962 opnieuw verkocht. Van 1962 tot 1977 werd het domein vrijwel volledig vernieuwd door de familie Bourgeois-Goossens. In 1977 ging het kasteel en de uitbating over op hun zonen die er een feestzaal bij lieten bouwen. 
Begin 2021 neemt de familie Claerhout - Vandeputte samen met hun twee kinderen het domein over.  